# کارلو وستفال
کارلو وستفال (انگلیسی: Carlo Westphal؛ زادهٔ ۲۵ نوامبر ۱۹۸۵) دوچرخه‌سوار اهل آلمان است.